# L'ultimo raggio di Sole
L'ultimo raggio di Sole è un volume di fumetti incentrato sulle avventure di Buffy Summers, la Cacciatrice di vampiri.
Questo volume raccoglie i primi tre fumetti della serie regolare di Buffy (pubblicati dalla Dark Horse nel periodo settembre-novembre 1998) ed un raro racconto pubblicato nella rivista Dark Horse Presents Annual 1998. I tre numeri della serie regolare avevano fatto la comparsa in Italia nella breve e subito interrotta collana intitolata Buffy l'ammazzavampiri pubblicata dalla Play Press Publishing già nel 2000, ma erano racchiusi in fascicoli contenenti due storie ciascuno e non pubblicati singolarmente e mensilmente come in America. Nel 2004 questi fumetti sono stati nuovamente ripubblicati dalla casa editrice Free Books ma già inglobati nei rispettivi paperback raccoglitori, già comparsi anch'essi in America.
Le trame dei singoli episodi sono tutte ambientate durante la terza stagione del telefilm ma, a parte accenni ad avventure di Buffy delle precedenti stagioni, sono tutte storie autoconclusive o collegate tra loro (attraverso il personaggio della vampira Selke) e non trovano continuità negli episodi televisivi.

## Trama

### Wu-tang Fang
- Testi: Andi Watson
- Disegni: Joe Bennett
- Colori: Rick Ketcham
- Prima pubblicazione USA: Buffy the Vampire Slayer #1 (settembre 1998)
- Prima pubblicazione in Italia: Buffy l'ammazzavampiri vol.2 (Play Press, ottobre 2000)

Buffy, Xander e la inizialmente riluttante Willow decidono di trascorrere una serata al The Bronze ma, alla loro uscita, vengono attaccati da un gruppo di vampiri. Buffy se la cava egregiamente mentre Xander viene scaraventato all'aria con molta facilità. Un misterioso individuo, coperto in volto da un enorme cappello di paglia in stile orientale, si mostra a Buffy ma poi scompare immediatamente. Buffy non si reca immediatamente da Giles a riferire l'accaduto, poiché sa che l'Osservatore la metterebbe subito al lavoro con le ricerche e gli allenamenti, e preferisce finire la serata con i compagni a guardare film horror.
Il giorno dopo si scopre che l'insegnante di arti marziali della scuola è stato ucciso, durante una lotta, da un vampiro e solo allora i ragazzi raccontano a Giles dell'accaduto. Le ricerche portano in breve ad un vampiro cinese chiamato San Sui, attivo già dal 1500. A questo punto Xander si dilegua senza fornire a Buffy spiegazioni sul perché abbia dei lividi in volto. In realtà il ragazzo, dopo essere stato facilmente neutralizzato dai vampiri davanti al Bronze, si è iscritto ad una scuola di arti marziali dove però viene costantemente umiliato dal Sensei. Solo Cordelia conosce la verità sulla nuova attività di Xander. Durante una lezione, San Sui irrompe nella palestra e sconfigge rapidamente il Sensei che si prostra in ginocchio infrangendo il codice comportamentale del guerriero che fino a pochi minuti prima stava insegnando a Xander. Quando il vampiro sta per uccidere l'uomo irrompe Buffy, allarmata da Cordelia, che affronta San Sui ma che finisce immediatamente sulla difensiva. Sarà proprio Xander con un bastone a trafiggere il vampiro alle spalle mentre costui era addosso a Buffy.
- Collocazione: Buffy appare serena e pienamente inserita nel gruppo ma sappiamo dal telefilm che questo avviene solo dopo l'episodio "La Notte dei Morti Viventi" (3x02). Non vengono menzionati né Angel né Faith, che compaiono nella puntata successiva, quindi è possibile collocare questa storia proprio nell'intervallo di tempo tra la seconda e la terza puntata della terza stagione.

### Halloween
- Testi: Andy Watson
- Disegni: Joe Bennett
- Colori: Rick Ketcham
- Prima pubblicazione USA: Buffy the vampire Slayer #2 (ottobre 1998)
- Prima pubblicazione in Italia: Buffy l'ammazzavampiri vol.3 (Play Press, novembre 2000)

Willow è preoccupata perché i suoi genitori vogliono impedirle di uscire con Oz, accusandola di scarso rendimento a scuola. Mentre discute di questo con Buffy e Xander vengono sorpresi dal Preside e costretti ad accettare l'incarico di accompagnare il giorno seguente i bambini durante la serata di Halloween. Quella sera stessa invece, mentre Buffy è di ronda in un cimitero, Willow esce di casa per incontrarsi con Oz, dopo aver nuovamente litigato con i genitori, e si imbatte per la strada in un gruppo di vampiri che la rapiscono. Il giorno dopo i genitori danno l'allarme per non aver visto rientrare a casa la figlia ma Buffy, Xander ed Oz non possono andare a cercarla perché impegnati con i bambini per Halloween. Durante questo giro, però, Buffy si imbatte in una casa che dovrebbe essere disabitata da anni ma che all'interno presenta pneumatici d'auto che la insospettiscono. Rovistando nei rifiuti emerge anche il vestito di Willow, quindi Buffy riconsegna i bambini e ritorna all'abitazione abbandonata al cui interno vi sono quattro vampiri che guardano la televisione. Buffy li sconfigge tutti e libera Willow ma uno dei quattro, la bella vampira Selke, in realtà è stata solo gravemente ferita e si allontana in silenzio.
- Collocazione: Buffy parla apertamente con Willow del suo rapporto con Angel e questo, in base alla serie televisiva, sappiamo che non può avvenire se non dopo l'episodio "Rivelazioni" (3x07), quando cioè tutta la Scooby Gang viene a conoscenza del ritorno di Angel. Ne si può andare più avanti nelle puntate poiché la successiva, "Il Sentiero degli Amanti" (3x08), vede la fine dei rapporti sentimentali tra i ragazzi (a causa dell'intervento di Spike e soprattutto del bacio tra Xander e Willow) mentre nel fumetto il gruppo è ancora unito ed affiatato.

### Gelido Tacchino
- Testi: Andy Watson
- Disegni: Joe Bennett
- Colori: Rick Ketcham
- Titolo Originale: Cold Turkey
- Prima pubblicazione USA: Buffy the Vampire Slayer #3 (novembre 1998)
- Prima Pubblicazione in Italia: Buffy l'ammazzavampiri vol.3 (Play Press, novembre 2000)

Buffy si sveglia nel cuore della notte sentendo rovistare nei bidoni dell'immondizia ed il mattino seguente si accorge che il suo costume usato per la serata di Halloween è sparito. A questo punto confessa a Giles di non essere sicura di aver eliminato tutti e quattro i vampiri e che forse uno gli sia sfuggito. Tuttavia Buffy non considera questo come un problema poiché la sua maggiore preoccupazione al momento è svolgere il compito affidatogli dalla madre: fare la spesa per il giorno del Ringraziamento e comprare il tacchino. Dopo che tutti i componenti del gruppo si sono rifiutati di aiutarla, Buffy si reca al supermercato alle 2:30 del mattino. All'uscita, mentre sta controllando se ha comprato tutto viene attaccata alle spalle e tramortita. Al suo risveglio Buffy è legata ed immobilizzata e di fronte a lei c'è Selke con indosso il costume di Halloween utilizzato dalla Cacciatrice. Nel tentativo di ucciderla con un coltello, la vampira manca il bersaglio e taglia le corde che immobilizzavano Buffy. Ora libera, la Cacciatrice scaglia addosso a Selke tutto il contenuto del carrello della spesa: il colpo decisivo lo sferra con il tacchino ancora congelato che scaraventa la vampira tra le fiamme del camino. Buffy se ne va con la spesa credendo che la vampira stata eliminata dalle fiamme.
- Collocazione: a maggior sostegno su quanto affermato nel capitolo precedente vi è il fatto che Oz va a rinchiudersi nella gabbia anti-lupo mannaro allestita da Giles in biblioteca, come frequentemente mostrato proprio nella fase iniziale della terza stagione (in particolare nel quarto episodio "La Bella e le Bestie").

### MacGuffins
- Testi: J.L. Van Meter
- Disegni: Luke Ross
- Colori: Rick Ketcham
- Prima pubblicazione USA: Dark Horse Presents: annual 1998

Buffy è in vacanza a casa del padre a Los Angeles e riceve per posta un pacco da cui fuoriescono due mostricciattoli inoffensivi ma pestiferi chiamati MacGuffins, i quali mettono sottosopra la casa senza che la Cacciatrice riesca a fermarli. Dopo aver consultato telefonicamente Giles, Buffy scopre che proprio il suo Osservatore è il mandante del pacco e che il suo scopo sia quello di tenere la Cacciatrice sempre in costante allenamento. Riuscita finalmente ad immobilizzare i due esserini, Buffy li rispedisce al mittente.
- Collocazione: a meno che non si vogliano ipotizzare ulteriori vacanze invernali, sappiamo dal telefilm che Buffy si reca in vacanza dal padre durante l'estate 1997 e cioè nell'intervallo di tempo tra la prima e la seconda stagione. Sicuramente questa vacanza non avviene nel passaggio tra la seconda e la terza stagione poiché Buffy era in fuga in incognito dopo essere rimasta sconvolta dall'aver dovuto uccidere Angel e non era in contatto con Giles.